# Stream of Passion
Stream of Passion est un groupe néerlandais de metal progressif. Influencé par les éléments symphoniques, le groupe est formé en 2005 par Arjen Anthony Lucassen et Marcela Bovio, et dissous en 2016.

## Historique

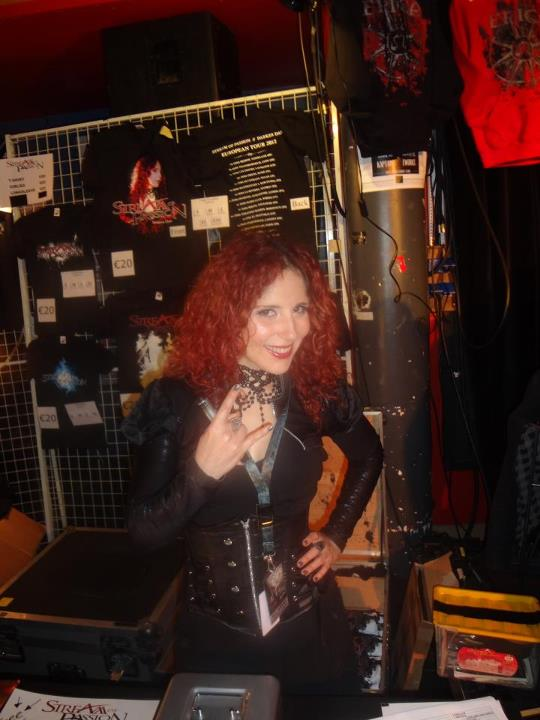
Marcela Bovio en 2012.

Le groupe est formé en 2005 par Arjen Anthony Lucassen, qui choisit de sélectionner des musiciens relativement peu connus, à l'exception de Marcela Bovio, qui avait participé à l'album d'Ayreon, The Human Equation. Le premier album du groupe, Embrace the Storm, est enregistré via internet dans plusieurs lieux différents. Il sort le 24 octobre la même année sur le label InsideOut Music.
Le groupe réalise une première tournée qui passe par Paris le 2 février 2006. Leur deuxième tournée s'achève brusquement au début de 2007 lorsque les membres mexicains du groupe sont refoulés par les services d'immigration britanniques. Les derniers concerts sont donc annulés et leur ultime concert s'effectue à Dordrecht le 26 janvier 2007. Arjen et Alejandro annoncent ensuite quitter le groupe pour se consacrer à d'autres projets. En 2009, le groupe publie son album, The Flame Within, qui atteint la 57e place des classements néerlandais.
Le 17 octobre 2011, le groupe apparaît au H'elles on Stage IV à Villeurbanne, pour remplacer le groupe Visions of Atlantis dont le chanteur était malade. La même année, le groupe publie l'album Darker Days. Au début de 2014, le groupe publie une campagne aux dons sur Indiegogo pour financer son nouvel album à venir. Le but est atteint et le groupe peut enfin sortir A War of Our Own la même année.
En avril 2016, le groupe annonce sur son site web qu'il met fin à son aventure. Une dernière série de concerts est programmée en mai 2016 avec l'enregistrement d'un DVD, intitulé Memento.

## Membres

### Derniers membres
- Marcela Bovio - chant, paroles, violon (2005–2016)
- Johan van Stratum (en) - basse, guitare (2005–2016)
- Eric Hazebroek - guitare (2007–2016)
- Stephan Schultz - guitare (2007–2016)
- Jeffrey Revet - claviers (2007–2016)
- Martijn Peters - batterie (2009–2016)

### Anciens membres
- Arjen Lucassen - guitare, composition (2005–2007)
- Lori Linstruth (en) - guitare solo (2005–2007)
- Davy Mickers (en) - batterie (2005–2009)
- Alejandro Millán (en) - piano

### Membres live
- Damian Wilson (en) - chant, guitare acoustique (2006)
- Diana Bovio (en) - chœurs (2006–2007)
- André Borgman - batterie (2009)[6]

## Discographie

### Albums studio
- 2005 : Embrace the Storm
- 2009 : The Flame Within
- 2011 : Darker Days
- 2014 : A War of Our Own

### Singles
- 2006 : Out in the Real World (49e au top 100 des ventes de singles aux Pays-Bas)

### Album live
- 2006 : Live in the Real World (CD/DVD)
- 2016 : Memento